# International Social Security Association
De International Social Security Association (Nederlands: Internationale Sociale Zekerheid Vereniging) vaak afgekort tot ISSA, is een organisatie gevestigd in Genève met als doel wereldwijd alle organisaties die zich bezighouden met sociale zekerheid met elkaar te verbinden. De ISSA werd in oktober 1927 opgericht. De huidige ISSA President, verkozen in 2016, is Joachim Breuer (Duitsland). Hij volgde de in 2010 verkozen mr. Errol Frank Stoové (Nederland) op. De huidige secretaris-generaal, verkozen in 2019, is Marcelo Abi-Ramia Caetano (Brazilië). Hij volgde de in 2005 verkozen Deen Hans-Horst Konkolewsky op.

## Leden
Anno maart 2013, zijn er 336 organisaties lid van de ISSA, verspreid over 157 landen.